# La Cathédrale
La Cathédrale est un roman de Joris-Karl Huysmans (1848-1907) publié en 1898. C'est, après En route (1895) et avant L'Oblat (1903), le deuxième volume de la « Trilogie de la conversion », qui raconte la conversion de Durtal, personnage apparu dans Là-bas (1891).

## Résumé

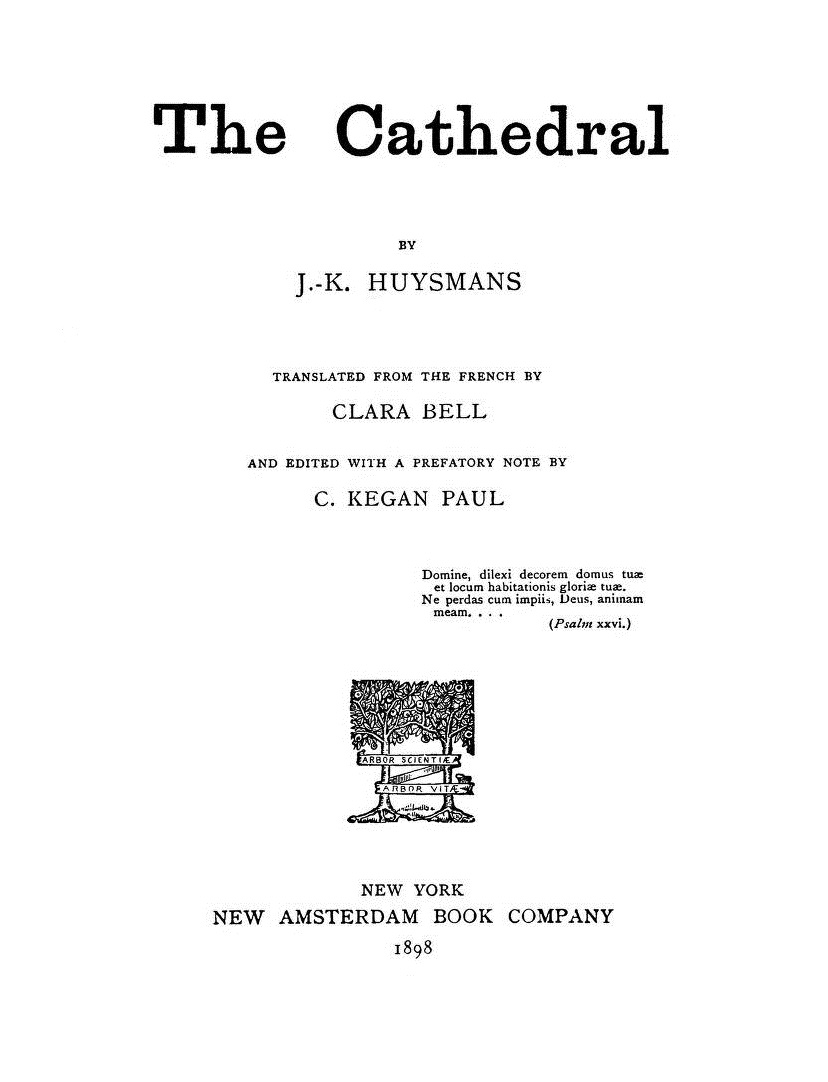
Première de couverture de La Cathédrale, édition américaine de 1898.

Durtal, converti au catholicisme, suit l'abbé Gévresin, son directeur de conscience, à Chartres où il a reçu un nouveau poste. Il y découvre la cathédrale de Chartres, guidé par un prêtre local qui lui en raconte l'histoire et la signification. Toujours tourmenté par l'ennui, il ressent le désir de rejoindre un monastère, mais s'interroge sur sa capacité à renoncer à une vie libre et intellectuellement riche.

## Thème
Outre le cheminement spirituel de Durtal, la cathédrale de Chartres constitue le thème principal du roman, qui en décrit en détail l'architecture et surtout la décoration sculptée et vitrée, en particulier sous l'angle symbolique. Durtal évoque également d'autres œuvres d'art : il critique l'école de Cologne, dont les œuvres lui paraissent dépourvues d'un véritable sentiment religieux, et consacre en revanche un article enthousiaste au Couronnement de la Vierge de Fra Angelico.
Plusieurs passages sont repris d'articles de critique d'art publiés précédemment par Huysmans. Ainsi, l'article de Durtal consacré au Couronnement de la Vierge correspond, presque sans modification, à un texte publié par Huysmans dans la revue Pan en décembre 1895, et la description par le même personnage de sa visite de Cologne reprend presque à l'identique un article publié par l'auteur dans L'Écho de Paris en décembre 1897.

## Édition audio
- Joris-Karl Huysmans (auteur) et Christian Attard (narrateur), litteratureaudio.com, 31 janvier 2019 (écouter en ligne) Téléchargement MP3, sous forme de fichiers séparés ou d'archives groupées ; durée : 11 h 48 min environ.